# Joaquim Silvestre Serrão

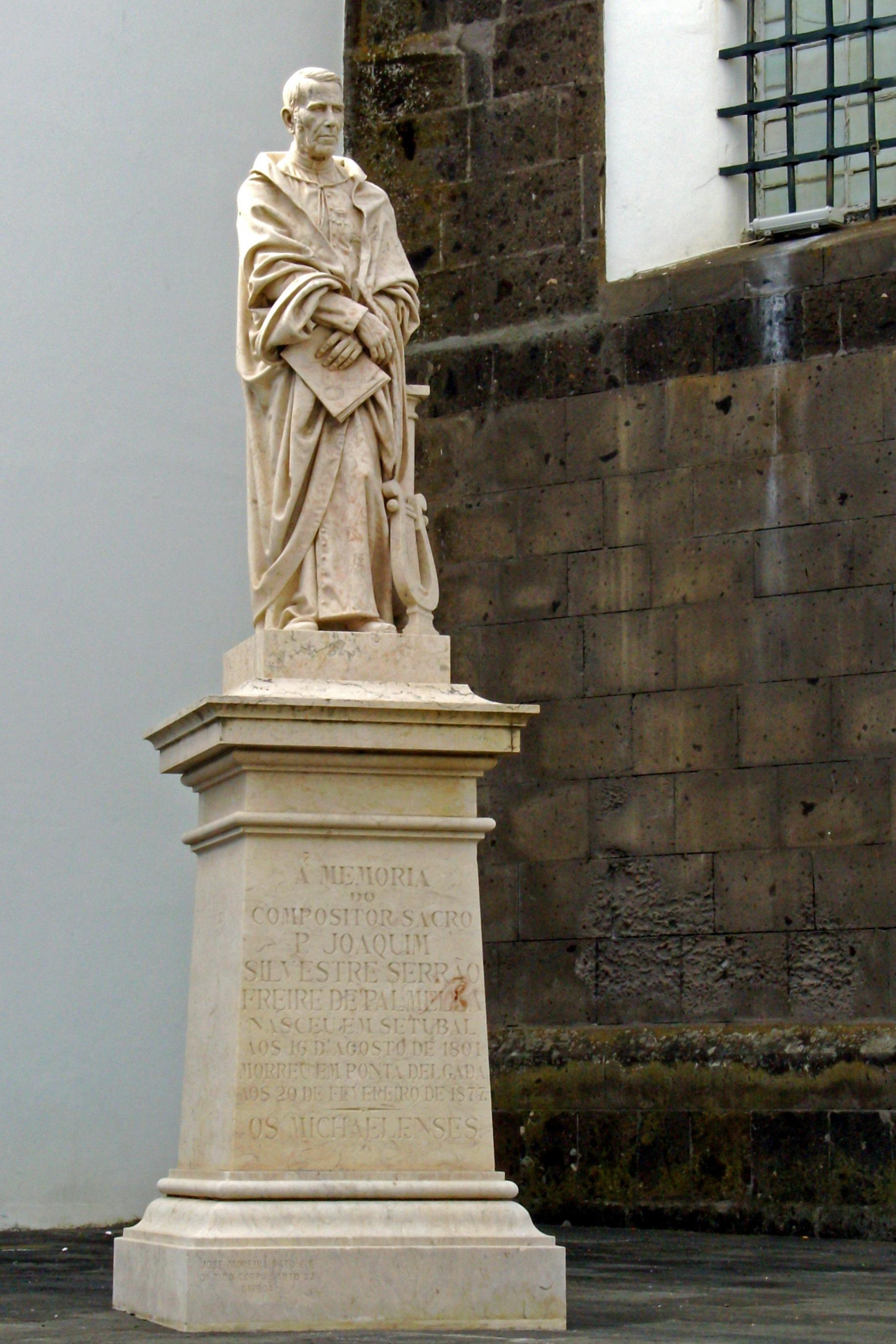
Monumento em homenagem a Joaquim Silvestre Serrão, Ponta Delgada.

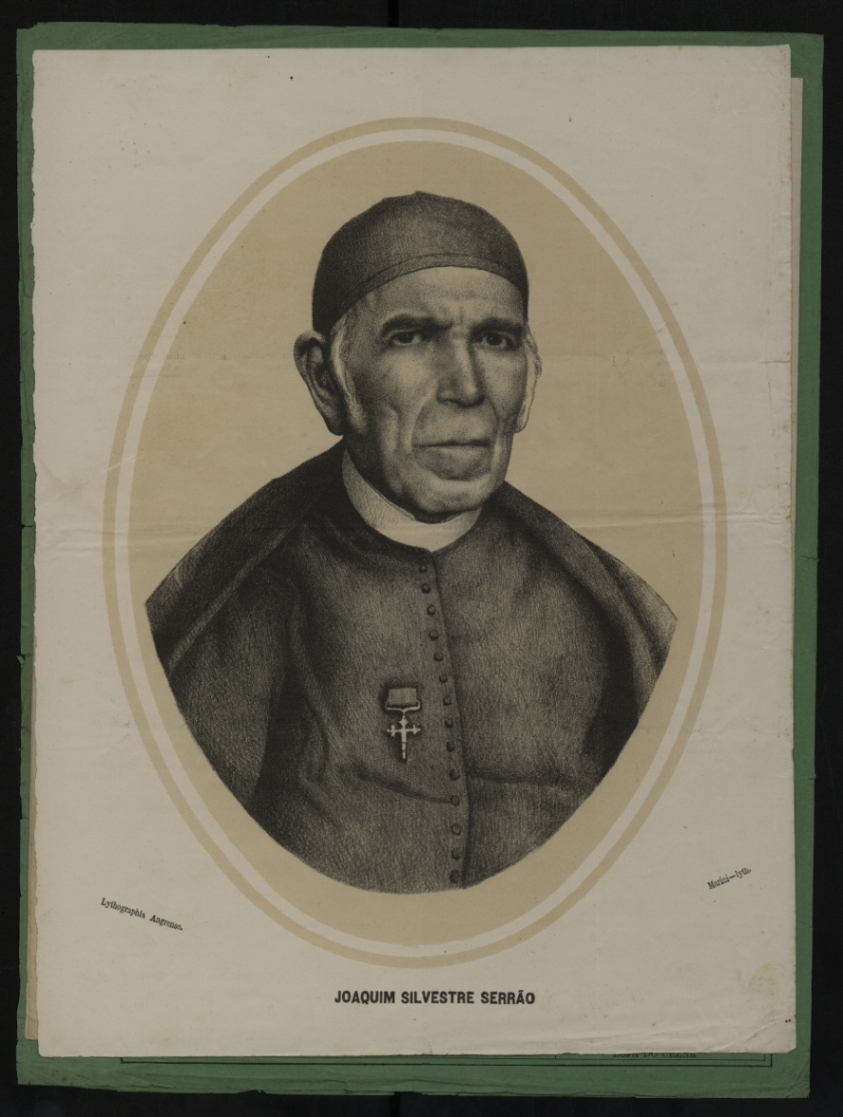
Joaquim Silvestre Serrão (retrato de Giorgio Marini publicado no Gabinete de Estudos, n.º 4, Maio de 1877).

Joaquim Silvestre Serrão (Setúbal, 16 de Agosto de 1801 — Ponta Delgada, 20 de Fevereiro de 1877), mais conhecido apenas como Padre Serrão, foi um sacerdote católico que se notabilizou como compositor, organista e organeiro. Foi muito considerado como compositor de música de igreja e como organista nos Açores, onde viveu a maior parte da sua carreira como músico profissional. As suas obras revelam influência do estilo teatral italiano em voga no século XIX. Deixou vários órgãos de tubos, muitos ainda em uso.

## Biografia
Era filho do cirurgião setubalense António Leocádio Serrão e de sua esposa, Ana Luísa da Conceição. Como cedo deu mostras de predisposição para a música, os seus pais colocaram-no como aluno do padre mestre de capela José Júlio de Almeida, com quem aprendeu solfejo, cravo e órgão.
Terminada a sua formação básica, partiu para Lisboa, onde estudou composição como aluno do músico Atanásio José da Fonseca, professor que mais tarde Serrão consideraria como "muito hábil e insigne professor (…), sábio contrapontista, perfeito acompanhador em todos os géneros, e um dos melhores harmonistas do seu tempo".
Aos 17 anos de idade Serrão já era considerado um dos virtuosos de Lisboa, distinguindo-se pelo seu talento imitativo e destreza na arte da improvisação. Passou então a participar nos saraus artísticos organizados pela aristocracia lisboeta, com destaque para os marqueses de Valença, o conde de Sabugal e os marqueses de Castelo Melhor.
Ainda antes de completar 18 anos de idade foi contratado, por concurso, para o lugar de organista no convento dos freires da Ordem de Santiago, em Palmela, cargo em que pouco depois foi provido definitivamente por despacho régio.
Entretanto, decidiu-se pela carreira eclesiástica, concluindo os necessários estudos em 1824, tomando nesse ano ordens sacras. Em 1826 foi elevado à dignidade de frade capitular do Convento de Santiago de Palmela.
Com a extinção das ordens religiosas operada com o triunfo da causa liberal em 1834, o já padre Serrão viu-se na situação de egresso, o que o levou a aceitar o convide de D. Frei Estêvão de Jesus Maria, bispo de Angra, para se instalar em Ponta Delgada, onde então o bispo residia, já que a tomada de posição daquele prelado a favor dos miguelistas durante a Guerra Civil o fizera "persona non grata" na sua cidade episcopal de Angra.
O padre Serrão chegou aos Açores em 1841, assumindo as funções de organista da Igreja Matriz de São Sebastião daquela cidade. O seu sucesso foi imediato, sendo considerado um músico prodigioso, criando um vasto grupo de admiradores, que se consolidou no decurso da sua longa carreira como organista e compositor, já que permaneceu ao serviço da Matriz de Ponta Delgada de 1841 a 1877. Entre os seus admiradores contava-se a melhor aristocracia da ilha e a importante burguesia mercantil criada pela exportação da laranja, o que levou a que após a sua morte lhe fosse erigida uma estátua (um das poucas existentes em Ponta Delgada), inicialmente colocada no Cemitério de São Joaquim, e mais tarde transferida para o adro sul da Igreja Matriz de São Sebastião.

## Obra musical
Joaquim Silvestre Serrão deixou uma vasta obra de música religiosa, que inclui matinas e ofícios completos para as cerimónias religiosas da Semana Santa e responsórios vários, entre os quais um dedicado a São Sebastião, o santo padroeiro da cidade de Ponta Delgada. Também compôs numerosas obras não litúrgicas, entre as quais se destaca a obra Os Aliados da Crimeia – música para piano solo ou dois pianos, publicada em Paris. O compositor açoriano Francisco de Lacerda considerou-o um verdadeiro talento musical, destacando a qualidade das suas Matinas da Semana Santa.

## Organeiro
Joaquim Silvestre Serrão foi igualmente um notável organeiro. Em colaboração com João Nicolau Ferreira reparou e construiu um número significativo de órgãos das ilhas açorianas, entre os quais:
- Ilha de Santa Maria
  - Convento de São Francisco
- Ilha de São Miguel
  - Igreja de São Pedro (Ponta Delgada) (1858)
  - Igreja das Feteiras (1860)
  - Igreja da Misericórdia (Ribeira Grande) (1863)
  - Igreja de Santo António (Capelas) (1875)
  - Igreja Nossa Senhora da Ajuda (Bretanha) (1877)
- Ilha Terceira
  - Sé Catedral de Angra do Heroísmo (destruído) (1854)

## Homenagens
As cidades de Ponta Delgada e de Setúbal lembram Joaquim Silvestre Serrão na sua toponímia.
O padre Serrão é também um dos setubalenses ilustres que figuram no tríptico de Luciano dos Santos, existente no salão nobre dos Paços do Concelho de Setúbal.